# Бо Бо Бо
Бо Бо Бо — болгарське вокальне поп-тріо, утворене в 1992 році в складі: Борис Гуджунов, Борислав Гранчаров і Боян Іванов.

## Дискографія
- «Момчета с късмет» (альбом, 1997) (Балкантон), (компакт-касета – (ВТМС 7728)
- «Бо Бо Бо — Най-доброто» (збірка, 2007)